# Anthony Smith (Basketballspieler)
Anthony Smith (* 4. Oktober 1986 in Oklahoma City, Oklahoma) ist ein US-amerikanischer Basketballspieler. Nach dem Studium in seinem Heimatland spielt Smith als Profi in Europa. Nach einer Spielzeit in der zweiten spanischen Liga LEB Oro spielte er insgesamt drei Spielzeiten in der deutschen Basketball-Bundesliga. Nachdem er bereits in der Saison 2012/13 in der ersten französischen LNB Pro A gespielt hatte, spielte Smith in der Saison 2014/15 in der zweiten Liga LNB Pro A, bevor er zur Saison 2015/16 zum polnischen Altmeister Śląsk Wrocław in die erste polnische Liga Tauron Basket Liga wechselte.

## Karriere
Smith wuchs in Plano (Texas) auf und wechselte 2005 zum Studium an die baptistische Liberty University in Lynchburg (Virginia), wo er für das Hochschulteam Flames in der Big South Conference der NCAA spielte. Smith ist der Spieler mit den meisten Einsätzen und Karriereminuten für die Flames und gehört zu den zehn Spielern mit den meisten Punkten und erfolgreichen Dreipunkt-Wurfversuchen in der Geschichte der Flames. Neben erfolgreichen Distanzwürfen galt Smith bei den Flames auch als athletischer Spieler, dessen Slam Dunks es auch in die nationale Berichterstattung des ESPN Sportscenter schafften. Mit den Flames konnte sich Smith jedoch nie für eine landesweite NCAA-Endrunde qualifizieren und blieb auch in der NBA-Draft 2009 der am höchsten dotierten US-Profiliga NBA unberücksichtigt.
Daher begann Smith 2009 seine Karriere als Profi beim spanischen Zweitliga-Aufsteiger aus dem katalanischen Cornellà de Llobregat, der jedoch am Ende der Spielzeit einen Abstiegsplatz belegte und sich in die vierte Klasse zurückzog. In der BBL-Saison 2010/11 spielte er dann im deutschen Gießen für die 46ers erstklassig, die nach gutem Saisonstart am Saisonende noch in Abstiegsgefahr gerieten, den Klassenerhalt diesmal aber noch erreichten. In der folgenden Spielzeit 2011/12 spielte Smith dann für den Ligakonkurrenten Eisbären aus Bremerhaven, die es jedoch am Saisonende verpassten, zum dritten Mal in Folge in die Play-offs um die deutsche Meisterschaft einzuziehen. Für die folgende Saison wechselte Smith dann nach Frankreich zu Union Poitiers Basket 86. Der Mannschaft gelangen jedoch nicht mehr als zehn Saisonsiege in 30 Spielen, was nur zum letzten Tabellenplatz reichte und im Abstieg aus der höchsten Spielklasse resultierte. Zu Beginn der Basketball-Bundesliga 2013/14 wurde Smith erneut von den Eisbären Bremerhaven unter Vertrag genommen. Die Eisbären verpassten jedoch erneut deutlich den Einzug in die Play-offs und führten das untere Tabellendrittel im Kampf um den Klassenerhalt an. Anschließend war Smith erneut in Frankreich tätig und spielte für den Verein aus Saint-Quentin in der zweiten Liga LNB Pro B. Mit nur einem Sieg Vorsprung erreichte der Zweitligist am Saisonende auf dem 14. Tabellenplatz den Klassenerhalt.
Zur Saison 2015/16 wurde Smith vom polnischen Altmeister Śląsk aus Breslau verpflichtet, für den er in der ersten polnischen Liga Tauron Basket Liga spielen wird.